# Aquastop

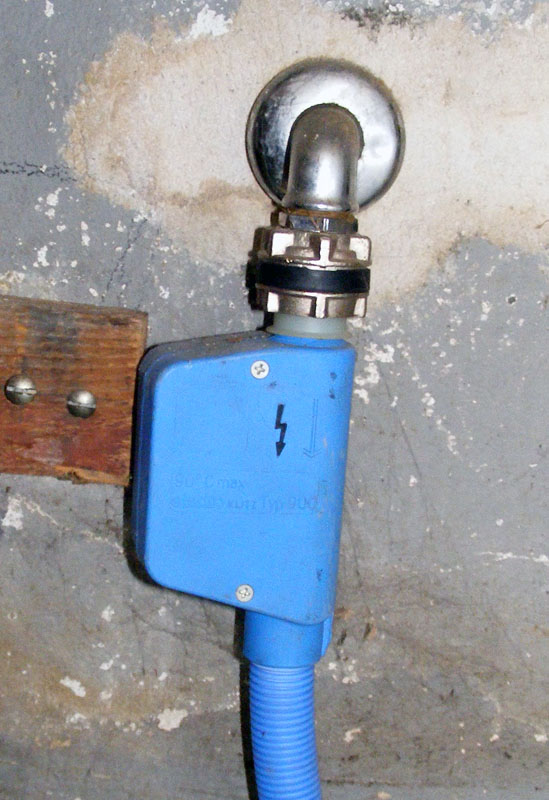
Elektrische aquastop

Een aquastop of waterslot is een beveiligingsklep die de watertoevoer naar een waterverbruikende machine afsluit als er lekkage wordt vastgesteld. Typisch gebruik in het huishouden is als extra afsluiter op een toevoerleiding voor een wasmachine of afwasmachine om waterschade door overstromingen bij een lekkende of losgeschoten slang of kapotte kuip te beperken. Vaak wordt deze als externe component bijvoorbeeld tussen de wasmachinekraan en de waterslang naar de machine gemonteerd, maar in de betere apparatuur zit een dergelijke veiligheidsvoorziening standaard ingebouwd.
Er zijn in principe twee uitvoeringsvormen: een mechanische en een elektromechanische met sensor. De eenvoudigste is een mechanische versie die ingesteld wordt op een bepaalde maximale hoeveelheid water die in één aaneengesloten doorlaatsessie kan worden doorgevoerd (bijvoorbeeld 15 liter). Deze versie kan echter bij kleine lekkages nog weleens zijn functie verzaken als het inlaatsysteem in de (was)machine de watertoevoer steeds kortstondig openschakelt om door de lekkage (langzaam) gezakt waterniveau weer te compenseren.
Bij de elektromechanische versie wordt de watertoevoer door een elektroklep opengehouden zolang een sensor op (of zeer dicht boven) de vloer onder de machine geen vochtigheid detecteert. Dit moet natuurlijk fouttolerant zijn ontworpen zodat de klep automatisch sluit bij een defecte sensor of bij stroomuitval (stekker niet in wandcontactdoos?) - helaas is dit niet altijd het geval.